# عمر باری
عمر باری (انگلیسی: Omar Bari؛ زادهٔ ۱۸ ژوئیهٔ ۱۹۸۶) یک بازیکن فوتبال گینه ای تبار اهل قطر است.

## باشگاهی
از باشگاه‌هایی که در آن بازی کرده‌است می‌توان به الریان، الجیش قطر، اشاره کرد.

## تیم ملی
وی همچنین در تیم ملی فوتبال قطر بازی کرده است.